# Andimilos
Andimilos (griechisch Αντίμηλος (f. sg.)) ist eine unbewohnte griechische Insel, die administrativ zur Gemeinde der Kykladen-Insel Milos in der Region Südliche Ägäis (Περιφέρεια Νότιου Αιγαίου) gehört. Der heute ebenfalls gebräuchliche Name Erimomilos (Ερημόμηλος) ist seit dem Mittelalter belegt.

## Lage
Die Insel liegt in der südlichen Ägäis etwa 12 km nordwestlich von Milos. Wie Methana, Milos, Santorin und Nisyros liegt Andimilos auf dem Ägäischen Inselbogen und besteht aus einem Massiv dessen Hänge steil zum Meer hin abfallen. Die Küste der Insel ist felsig, lediglich an der Südküste gibt es einen Kiesstrand. Bis ins frühe Quartär war Andimilos ein aktiver Vulkan.

## Geschichte
Nach einer Auslegung von Homers Odyssee soll es sich um die Insel des Sonnengottes Helios handeln, wo Odysseus’ Gefährten die heiligen Rinder des Sonnengottes schlachteten.
Früher war die Insel auch unter den Namen Ephyra (Έφυρα) oder Ephora (Έφορα ‚Wachturm‘) bekannt, da man das Meer vom höchsten Punkt aus über weite Entfernungen beobachten konnte.
Eine Besiedlung in prähistorischer Zeit kann aufgrund von aufgefundenen Mauerresten und Pfeilspitzen aus Obsidian angenommen werden. Auch Reste einer Zisterne, die vermutlich römischen oder frühchristlichen Ursprungs ist, konnten nachgewiesen werden.

## Natur
Die baumlose Insel besitzt eine vielfältige Vegetation mit den typischen Vertretern der Macchia und Phrygana sowie zahlreichen Wildkräutern.

### Fauna
Auf Andimilos leben die seltenen Ägäischen Wildziegen (Capra aegagrus pictus), die mit den Kretischen Wildziegen verwandt sind, sowie an der felsigen Küste eine kleine Kolonie von Mittelmeer-Mönchsrobben. Die Kykladenviper (Macrovipera schweizeri), eine der giftigsten Schlangen Griechenlands, sowie die Vierstreifennatter und die endemische Unterart (Podarcis milensis schweizeri) der Milos-Mauereidechse sind die wichtigsten Reptilienvertreter. Jährlich wird die Insel von Eleonorenfalken als Brutrevier aufgesucht, häufiger vorkommende Vogelarten sind Moorenten, Korallenmöwen und Rötelfalken.

### Naturschutz
Andimilos ist Teil des Natura-2000-Gebiets GR 4220007, Andimilos (Νήσος Αντίμηλος), das zugleich zum Important Bird Area GR 152 Western Milos, Antimilos and Polyegos Islands (Δυτική Μήλος, Αντίμηλος και Πολύαιγος) gehört.